# Siedenbrünzow

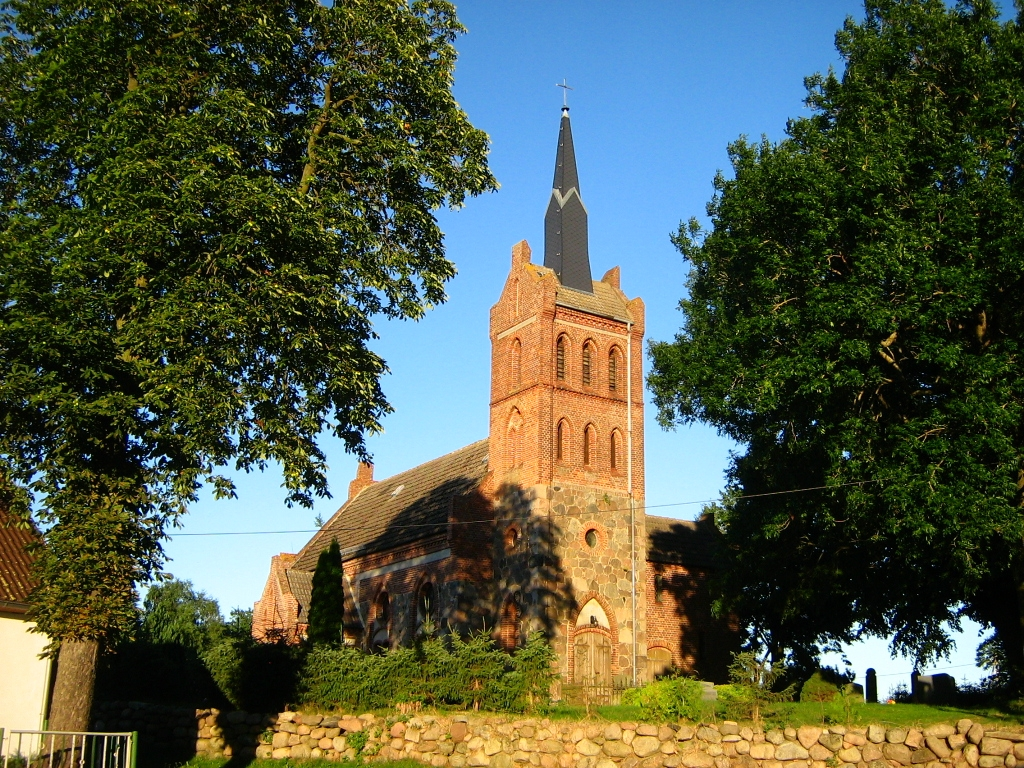
Kirche Siedenbrünzow

Siedenbrünzow ist eine Gemeinde im Norden des 2011 neu geschaffenen Landkreises Mecklenburgische Seenplatte im Land Mecklenburg-Vorpommern. Die Gemeinde liegt östlich von Demmin und gehört eigentlich zu Vorpommern. Verwaltet wird sie vom Amt Demmin-Land, das seinen Sitz in Demmin hat.

## Lage
Siedenbrünzow liegt etwa acht Kilometer östlich von Demmin und 16 km westlich von Jarmen. Die Bundesstraße 110 führt durch den nördlichen Teil der Gemeinde. Südlich der Tollense, die durch das Gemeindegebiet fließt, befinden sich die Ortsteile Sanzkow und Zachariae. Die übrigen liegen nördlich des Baches. Bei Sanzkow führt eine Brücke über die Tollense.

## Ortsteile
- Siedenbrünzow
- Eugenienberg
- Leppin
- Sanzkow
- Vanselow
- Zachariae

Seit dem 1. Juli 1961 gehört Vanselow zu Siedenbrünzow. Am 1. Juni 2004 wurde Sanzkow eingemeindet.

## Geschichte
Siedenbrünzow wurde erstmals 1278 unter dem Namen Brünzow urkundlich erwähnt, als der Herzog Barnim I. von Pommern das Dorf dem städtischen Demminer Heilig-Geist-Hospital schenkte. Diese Schenkung wurde 1287 durch Herzog Bogislaw IV. und 1389 durch Herzog Barnim VI. bestätigt.
Im Jahre 1604 lebten in Siedenbrünzow sieben Bauern und zwei Kossäten. Während des Dreißigjährigen Krieges wurde der Ort völlig zerstört. Die Stadt Demmin ließ 1646 wieder sieben Häuser errichten. Die Siedenbrünzower Bauern hatten dem Hospital, der Stadt Demmin und dem Amt Loitz Hand- und Spanndienste zu leisten. Mitte des 17. Jahrhunderts versuchte der zu dieser Zeit in Demmin ansässige Oberst Conrad Mardefelt Siedenbrünzow in seinen Besitz zu bringen, scheiterte aber 1650 am Widerstand der Demminer. Auch der Streit um das Kirchenpatronat über den Ort wurde 1697 vom Obertribunal Wismar zugunsten Demmins entschieden. Während des Großen Nordischen Krieges wurde der Ort etwa zehnmal geplündert und musste hohe Requisitionsleistungen für die sächsisch-polnischen sowie die russischen Truppen erbringen. Die Siedenbrünzower Bauern mussten sich 1713 und 1714 verschulden, um ihr Saatgetreide erwerben zu können. Eine Missernte und Viehseuchen im Jahr 1715 brachten die acht ansässigen Bauern in eine Notlage, so dass die Stadt Demmin ihnen auf zwei Jahre Pacht- und Dienstgelder erließ. Nach dem Frieden von Stockholm kam Siedenbrünzow wie alle südlich der Peene gelegenen Orte Vorpommerns zu Preußen. In der Zeit des Siebenjährigen Krieges kam es in Vorpommern erneut zu Kriegshandlungen zwischen Schweden und Preußen. Der schwedische Oberst von Lilienberg, Stadtkommandant des erneut besetzten Demmins, unterzeichnete am 17. Januar 1759 in Siedenbrünzow die Kapitulationserklärung.
Ab 1897 führte die Strecke der Demminer Kleinbahn Ost durch die Gemeinde. In Eugenienberg befand sich ein Haltepunkt, Siedenbrünzow und Vanselow hatten Haltestellen. Im Mai 1945 wurde die Kleinbahnstrecke abgebaut und als Reparationsleistung in die Sowjetunion gebracht. Von 1937 bis 1995 führte eine Normalspurstrecke der Eisenbahn von Demmin über Siedenbrünzow zum Flugplatz Tutow. Diese Strecke wurde Anfang des 21. Jahrhunderts abgebaut.

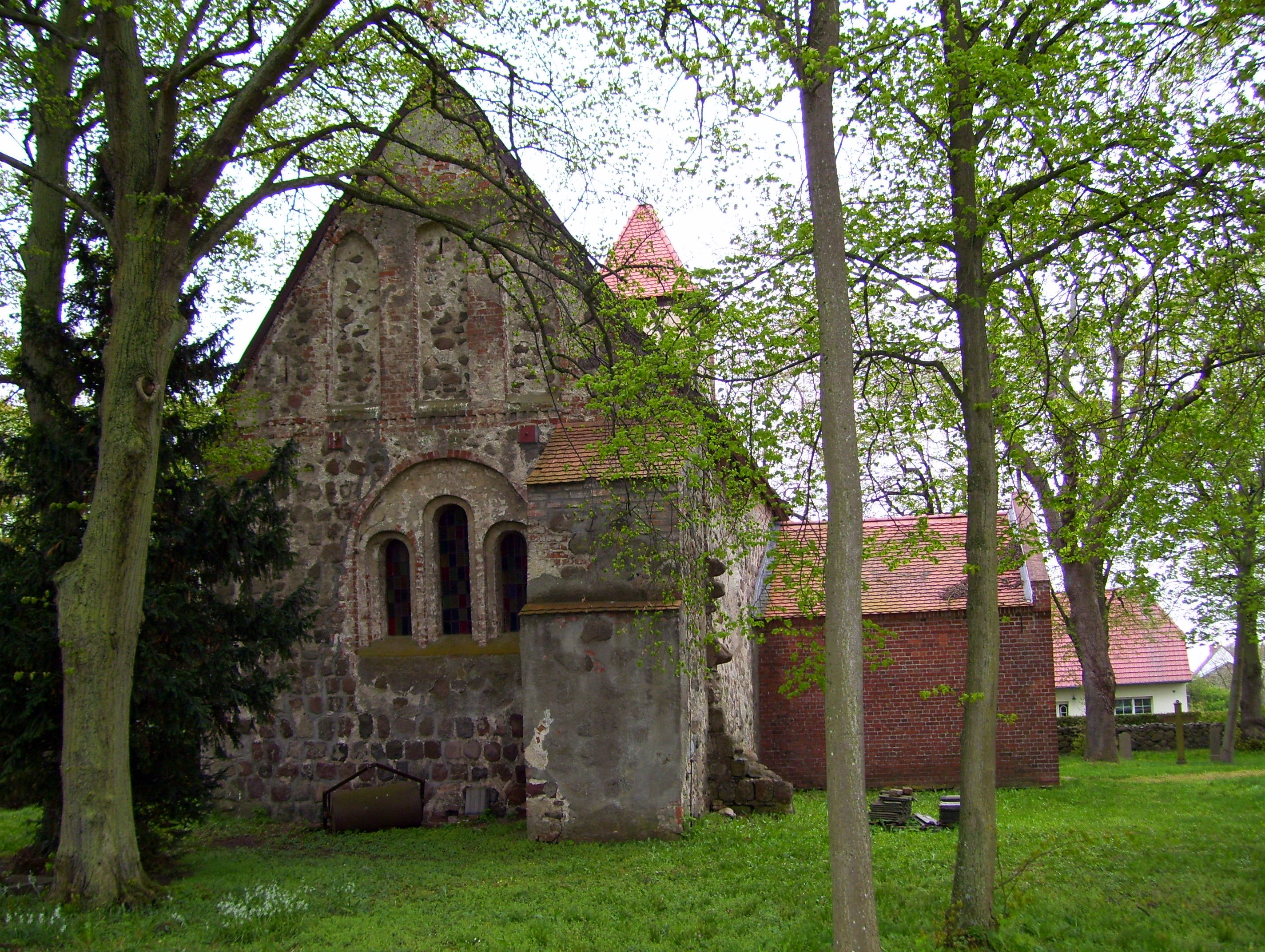
Kirche Sanzkow

In den 1990er Jahren wurde nördlich der Bundesstraße 110 bei Siedenbrünzow ein Windpark mit neun Windenergieanlagen errichtet, der inzwischen erweitert wurde.
Sanzkow wurde erstmals 1248 erwähnt. Der Feldsteingiebel der Kirche stammt von um 1300. Sie wurde Ende des 18. Jahrhunderts umgebaut und erhielt im 19. Jahrhundert die Westfassade.
Gutsbesitzer waren u. a. die Familien von Podewils (1515–1861) und  danach von Hecht (bis 1945).
Eugenienberg wurde vor 1751 als Kolonie im östlichen Demminer Stadtwald angelegt und mit acht Halbbauern aus Mecklenburg und Schwedisch-Pommern besiedelt.

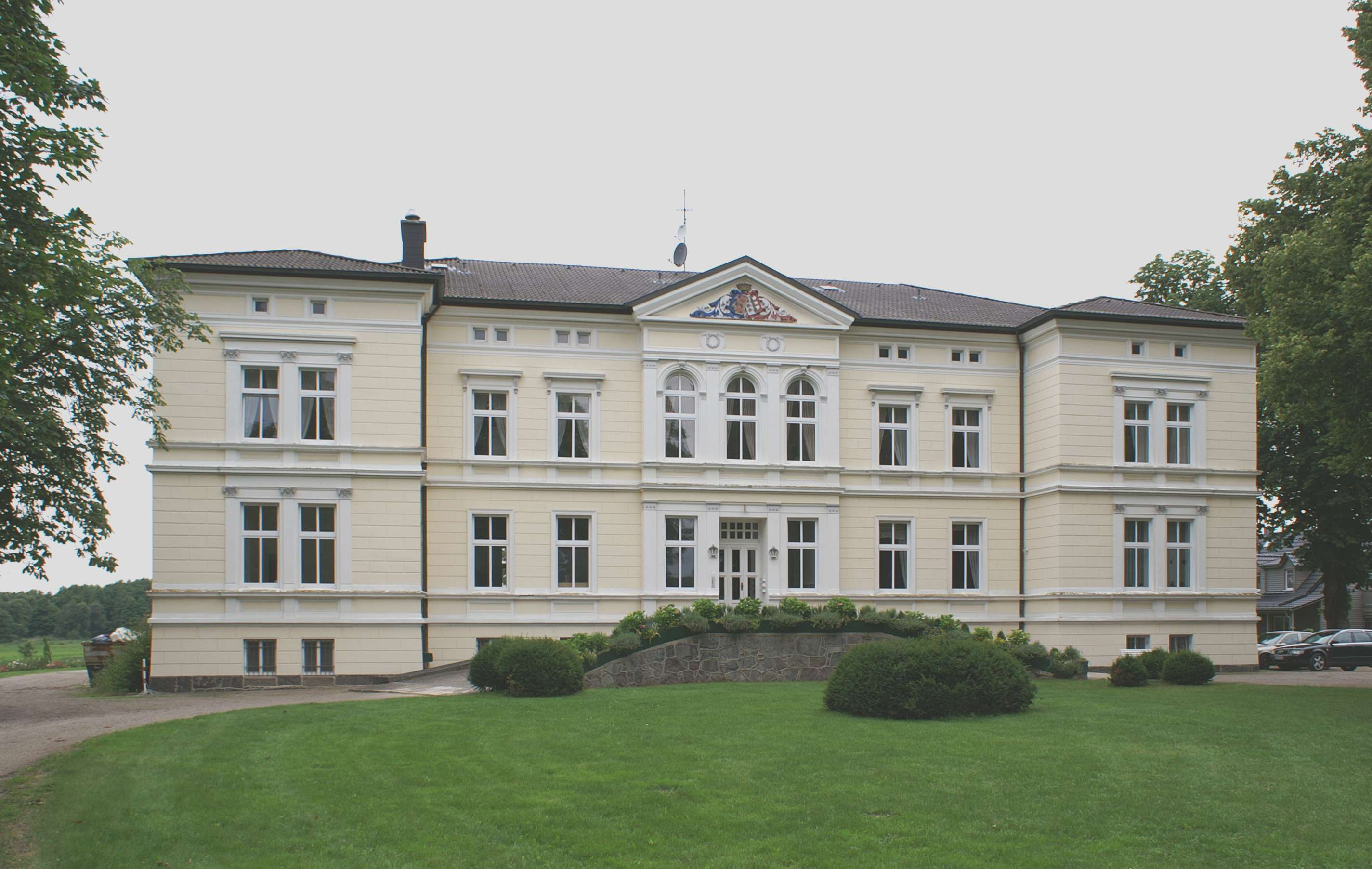
Herrenhaus Vanselow

Vanselow wurde in der ersten Hälfte des 13. Jahrhunderts erstmals urkundlich erwähnt und befand sich am Wechsel vom 13. zum 14. Jahrhundert im Eigentum des Marschalls von Pommern-Stettin, Henning von Winterfeld. 1332 erhielten die Maltzahns das Lehen. Bis auf kurze kriegsbedingte Unterbrechungen waren sie bis 1945 in Besitz des Gutes. Zwischen 1654 und 1731 waren in der Folge die Familien von Mardefelt, von Winterfeld und von Bohlen Besitzer auf Vanselow.
Im Jahre 1871 ließ Hans Ludwig Freiherr von Maltzahn durch Baurat Georg Daniel das Herrenhaus Vanselow errichten. Der elfachsige klassizistische Putzbau hat einen übergiebelten vorgezogenen Mittelrisalit. Das Rittergut Vanselow des Hans Jaspar von Maltzahn beinhaltete mit Leppin um 1939 eine Größe von 885 ha.  Das Gut einschließlich des Herrenhauses übernahm die örtliche LPG, nachdem das Haus auch 1945 Wohnung für die vielen Flüchtlinge aus dem deutschen Osten war. Der Sohn des letzten Besitzers, Mortimer von Maltzahn, kaufte nach 1990 das Anwesen zurück, ließ das Herrenhaus restaurieren und als Hotel ausbauen, das bis 2003 betrieben wurde. Heute wird es als Zentrum eines landwirtschaftlichen Betriebes privat bewohnt.
Im Jahre 1486 wurde in Vanselow eine Kapelle durch Claus Lentke und Zabel Kruckau errichtet, eine Filia der älteren Kirche in Schmarsow. Vermutlich auf den Grundmauern dieser ersten Kapelle wurde 1871 die jetzige Kapelle errichtet.
Zachariae wurde erstmals als Wassermühle molendini Zacharie erwähnt. Der Ort gehörte zusammen mit Sanzkow zum Lehen der Familie von Podewils (um 1515)

## Wappen, Flagge, Dienstsiegel
Die Gemeinde verfügt über kein amtlich genehmigtes Hoheitszeichen, weder Wappen noch Flagge. Als Dienstsiegel wird das kleine Landessiegel mit dem Wappenbild des Landesteils Vorpommern geführt. Es zeigt einen aufgerichteten Greifen mit aufgeworfenem Schweif und der Umschrift GEMEINDE SIEDENBRÜNZOW * LANDKREIS MECKLENBURGISCHE SEENPLATTE.

## Sehenswürdigkeiten

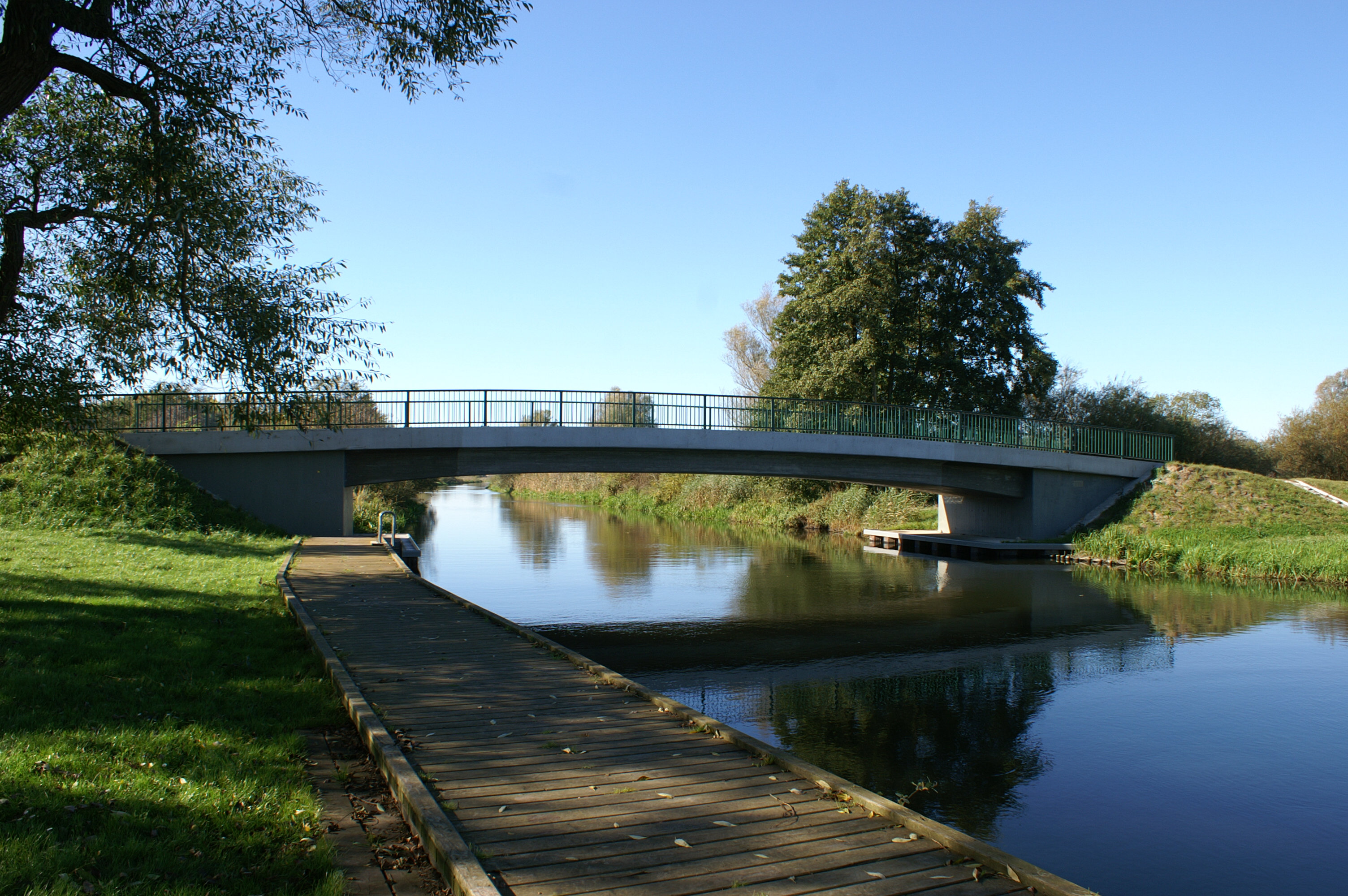
Tollensebrücke bei Sanzkow

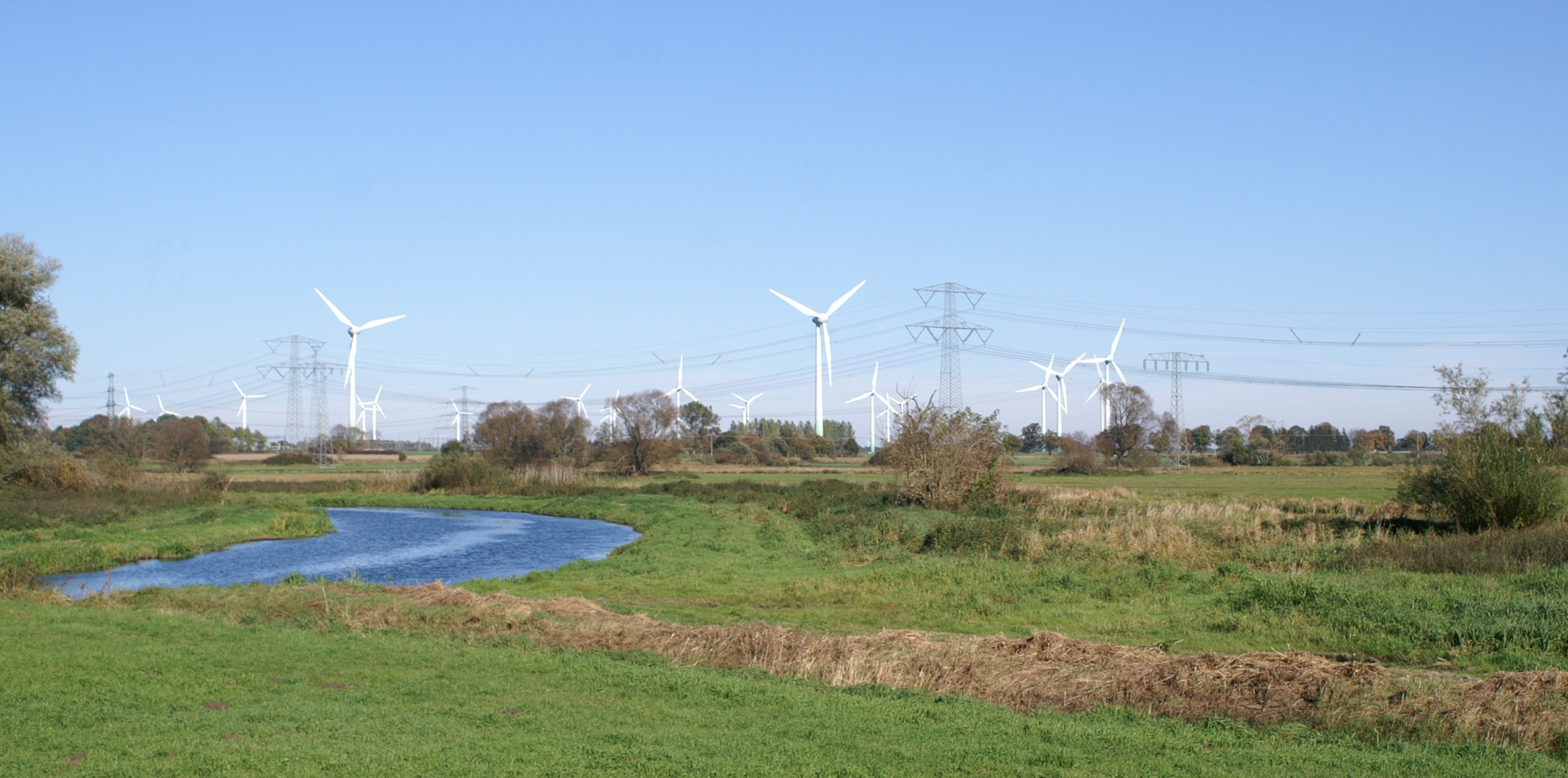
Blick über die Tollenseniederung zum Windpark Siedenbrünzow

- Kirche Siedenbrünzow, als Kapelle im 17. Jahrhundert errichtet, im 19. Jahrhundert umgebaut, Grüneberg-Orgel von 1861
- Kirche Sanzkow, Giebel aus dem 13. Jahrhundert, Ende des 18. Jahrhunderts umgebaut
- Herrenhaus Vanselow, alte Wirtschaftsgebäude des Gutes
- Park und Lindenallee in Vanselow
- Kirche Vanselow, Mitte 19. Jahrhundert, Grüneberg-Orgel von 1912

## Persönlichkeiten
- Conrad Mardefelt (1610–1688), schwedischer General und Vizegouverneur von Schwedisch-Pommern
- Hans Karl von Winterfeldt (1707–1757), preußischer General, Flügeladjutant Friedrichs des Großen
- Juliane Auguste Henriette von Winterfeldt (1710–1790), Äbtissin des Klosters Stift zum Heiligengrabe
- Carl Albrecht Helmuth von Maltzahn (1766–1832), preußischer Kriegs- und Domänenrat, Landrat und Generallandschaftsrat
- Hans Ludwig von Maltzahn (1837–1899), Rittergutsbesitzer und Mitglied des Deutschen Reichstags
- Hans Jaspar von Maltzahn (1869–1929),  preußischer Politiker und Rittergutsbesitzer
- Johann Friedrich Homeyer (1753–1818), Kaufmann, Schiffsreeder, königlich-schwedischer Kommerzienrat
- Bernhard Schmitz (1819–1881), Romanist und Anglist, Hochschullehrer
- Max Bruhn (1902–1987), Lehrer und Philologe
- Dirk Bruhn (* 1972), Politiker (Die Linke), Bürgermeister von Siedenbrünzow